# Voici le temps des assassins
Pour plus de détails, voir Fiche technique et Distribution.
Voici le temps des assassins est un film français réalisé par Julien Duvivier, sorti en 1956.

## Synopsis
À Paris, André Châtelin, restaurateur aux Halles, est un modèle d'homme droit, patron paternaliste et le cœur sur la main. Un matin, une jeune fille arrivée de Marseille, Catherine, se présente à lui comme la fille de Gabrielle, première femme de Châtelin, dont il est divorcé et n'a plus de nouvelles depuis vingt ans. Catherine qui n'a nulle part où aller lui annonce que Gabrielle vient de mourir. Châtelin lui offre l'hospitalité. 
Catherine conduit alors un jeu trouble auquel Châtelin se laisse prendre. Elle parvient à le brouiller avec Gérard, un jeune étudiant en médecine sans ressources, qu'il considère comme un fils. Puis elle annonce à Châtelin ses sentiments pour lui, mais elle redoute qu'il hésite à l'épouser par peur du qu'en-dira-t-on, étant donné leur différence d'âge. Il finit par céder et l'épouse malgré la réprobation de Mme Châtelin mère.
L'objectif de Catherine était de se marier afin d'avoir une meilleure situation pour aider sa mère, qui est toujours en vie, en réalité, et venue à Paris, et d'être la seule héritière de Châtelin. Gabrielle de son côté est une  femme très dépendante, déchue et droguée. Les deux femmes élaborent un nouveau plan : éliminer Châtelin. La situation tourne mal quand, sans raison apparente, Catherine devient la maîtresse de Gérard. Prétextant la brutalité de Châtelin envers elle, elle lui demande de l'aider à le tuer afin de toucher l'héritage plus rapidement. 
Mais les choses ne vont pas du tout se terminer comme prévu.

## Fiche technique
- Titre original : Voici le temps des assassins
- Réalisation : Julien Duvivier, assisté de Michel Roumanoff et Gérard Renateau
- Scénario : Julien Duvivier, Maurice Bessy, Charles Dorat
- Adaptation, dialogue : Julien Duvivier, Charles Dorat, Pierre-Aristide Bréal
- Décors : Robert Gys, assisté d'Yves Olivier, Fred Marpeaux
- Costumes : Jacques Cottin
- Maquillages : Gérard Bouban
- Coiffures : Yvonne Gaspérina
- Photographie : Armand Thirard
- Opérateur : Louis Née, assisté de Jean Dicop et Robert Florent
- Son : Antoine Archimbaud assisté de Jacques Gerardot
- Montage : Marthe Poncin
- Trucages : LAX
- Musique : Jean Wiener
- Photographe de plateau : Roger Corbeau
- Scripte : Denise Morlot
- Production : Raymond Borderie, Pierre Cabaud, René Bézard, Georges Agiman
- Directeurs de production : Robert Bossis, Charles Borderie
- Sociétés de production : CICC (France), Les Films Georges Agiman (France), Pathé Cinéma (France)
- Société de distribution : Pathé Distribution (France et vente à l'étranger)
- Pays d'origine :  France
- Langue originale : français
- Format : noir et blanc — 35 mm — 1.37:1 — son monophonique (Western Electric Sound System)
- Tirage : Laboratoire Franay LTC Saint-Cloud
- Genres : drame, film noir
- Durée : 113 minutes
- Dates de sortie :
  - France : 11 avril 1956
  - États-Unis : 8 octobre 1957 ou 13 avril 1956 (Source Musée Jean Gabin à Mériel)
- Rediffusion télévisée (version restaurée HD) : 10 octobre 2016 sur Arte[1]
- À sa sortie, le film est interdit aux moins de 16 ans[2], puis Classifications CNC : tous publics, Art et Essai (visa d'exploitation no 17767)

## Production
Le titre est emprunté aux Illuminations d'Arthur Rimbaud, dernière phrase de Matinée d'ivresse :

« Petite veille d'ivresse, sainte ! quand ce ne serait que pour le masque dont tu nous as gratifié. Nous t'affirmons, méthode ! Nous n'oublions pas que tu as glorifié hier chacun de nos âges. Nous avons foi au poison. Nous savons donner notre vie tout entière tous les jours.
Voici le temps des Assassins. »

### Genèse
« Le sujet n'a pas été facile à trouver. Notre premier scénario est tombé à l'eau : Gabin montait un hold-up au Casino d'Enghien. […] Nous imaginons ensuite une histoire de garagiste, que Gabin refuse. L'acteur n'était pas facile ; il voulait jouer autre chose, il avait déjà été garagiste, il refuse tout, dit toujours non.
 Revenant de Saint-Tropez, où nous [Duvivier & Bessy] nous étions installés pour travailler, nous nous arrêtons dans un grand restaurant de Saulieu. Et tout à coup l'idée nous est venue ; nous avions notre histoire. « Gabin aime la bonne bouffe, me dit Duvivier, il acceptera de jouer un restaurateur. » »

— Maurice Bessy (scénariste) in Christian Gilles, Qualité française, 1951-1957, Éditions L'Harmattan, 2000.

### Attribution des rôles
Danièle Delorme : « Le film Voici le temps des assassins qui immortalisa notre jeunesse et un certain cinéma. J’avais une passion pour Julien Duvivier et pour tous ses films bien que je ne sois pas de la même génération. Je n’imaginais donc pas qu’il puisse faire appel à moi et lorsqu’il me demanda à me rencontrer, je me sentis dans mes petits souliers. Ce premier rendez-vous est encore très présent dans ma mémoire. Duvivier était très impressionnant, sec, précis. Il me parla d’une traite de son film, me demanda de lire le scénario pour lui donner rapidement ma réponse. À prendre ou à laisser : apparemment d’autres actrices étaient déjà sur les rangs.
Sidérée par la pression qu’il mettait sur mes épaules, je lus tout le script dans ma voiture garée le long d’un trottoir. Plus j’avançais dans sa lecture, moins je comprenais pourquoi Duvivier avait pensé à moi. Cette diabolique jeune femme au visage d’ange capable de mensonge, de sournoiserie, de meurtre, je pouvais donc la jouer ? Manipuler Gabin, le mener par le bout du nez, en faire mon jouet, était-ce possible ? Y croirait-on ? Le défi était de taille. Je dis oui immédiatement, sentant que ce rôle pourrait peut-être me projeter vers autre chose. Et puis, tourner avec Gabin, comment ne pas courir ? »

### Tournage
Prises de vue du 25 novembre 1955 au 1er février 1956 :
- Intérieurs[5] : Paris Studios Cinéma de Boulogne-Billancourt, Seine (aujourd'hui Hauts-de-Seine).
- Extérieurs[5],[6] :
  - Paris : quartier des Halles (1er arr.), rue Montorgueil (2e arr.), rue Descartes (5e arr., scènes de rue où Catherine est rattrapée par son ancien amant Armand et où elle arrive devant « l'hôtel du Charolais »), Gare de Lyon (12e arr.),
  - Seine-et-Marne : Lagny-sur-Marne (scènes le long de la Marne),
  - Val-d'Oise : Herblay (quai du Génie, Au repos du pêcheur, scènes devant la guinguette de Mme Châtelin).

Danièle Delorme : « Le tournage s’étalait sur dix semaines. Sur le plateau de Billancourt, on avait reconstitué les vieilles halles de Paris. Décors à l’identique comme on les fabriquait à l’époque. Et, sur quelques mètres carrés, une petite chambre avec le lit nuptial pour Jean, restaurateur des Halles, et moi, sa jeune épousée. […] Perché sur son tabouret, Duvivier gardait les yeux fixés sur nous comme un oiseau de proie. […] Oui, ce fut un vrai cadeau pour moi que cette histoire glauque d’un restaurateur abusé par une meurtrière qui se faisait déchiqueter par le chien de sa victime. Personnellement, j’en ai gardé un grand souvenir. On apprend beaucoup auprès des grands. »

### Chanson
La Complainte des assassins, paroles de Julien Duvivier et musique de Jean Wiener, interprétée par Germaine Montéro (Éditions Enoch et Cie).

## Accueil

### Réception critique
- François Truffaut[8] : « Duvivier a tourné 57 films ; j'en ai vu 23 et j'en ai aimé 8. De tous, Voici le temps des assassins me semble le meilleur. »
- Danièle Delorme[4] : « Ce film fait partie des « classiques », et les spectateurs le demandent souvent lorsqu’ils souhaitent revoir « un » Gabin ou « un » Duvivier. Il y a encore un an [en 2007], il fut projeté sur un écran en plein air et le public semblait impressionné par cet univers crépusculaire (magnifique photographie en noir et blanc d’Armand Thirard !), ému, tour à tour, par la gouaille et la noirceur des films des années 1950. »
- Avec le soutien du CNC, le film ressort restauré en 2016, à la fois dans les salles à partir du 6 avril[9],[10] et en vidéo (voir section « Vidéographie ») conjointement à deux autres réalisations de Julien Duvivier (La Belle équipe et La Fin du jour). Remastérisation effectuée par les laboratoires Éclair pour l’image et L.E. Diapason pour le son (à partir du négatif image nitrate et d’un négatif son optique).

### Sortie et box-office
Le film, sorti le 13 avril 1956 avec une interdiction aux moins de 16 ans en raison de la noirceur du sujet,. Il prend la quatrième place du box-office parisien avec 39 696 entrées dans deux salles. La semaine suivante, le métrage garde la deuxième place du box-office avec 27 908 entrées supplémentaires, pour un cumul de 67 604 entrées depuis sa sortie, résultat qui n'est pas spectaculaire en exclusivité, mais se rattrapera dans les cinémas de quartier. Le film totalise 926 920 entrées sur le territoire français l'année de sa sortie, puis 436 078 entrées l'année suivante, portant le cumul à 1 362 998 entrées. Le film totalise 1 540 133 entrées en France, dont 348 860 entrées sur Paris, durant son exploitation cinématographique initiale et les reprises en salles jusqu'au 30 novembre 2014.

### Exploitations ultérieures
Le film a connu plusieurs diffusions à la télévision, la plus ancienne connue date du 8 août 1965. Le long-métrage a été rediffusé le 13 juillet 1969, le 18 avril 1977 et 22 juillet 1981, avant de connaître une autre diffusion dans le cadre du Cinéma de minuit dans un cycle consacré à Julien Duvivier le 2 mars 1986 sur FR3. La première diffusion télévisée recensée par l'Inathèque date du 24 novembre 1996 sur France 3, également dans le cadre du Cinéma de Minuit.

## Analyse
On a beaucoup écrit sur le pessimisme de Julien Duvivier et sur la noirceur de ses films, celui-ci en est peut-être la quintessence. La photo noire, blanche et grise d'Armand Thirard plonge le spectateur dans un univers crépusculaire, sinon sépulcral, où Duvivier ne montre jamais le soleil. Ses protagonistes s'agitent dans une sorte de torpeur humide, alimentée par les fluides qui s'écoulent des Halles de Paris. C’est une vision de l'automne de la vie avant que les harpies Catherine, Gabrielle ou la mère Châtelin (et son fouet à sorcières) n’achèvent leurs destruction et autodestruction. Elles taillent en pièces Châtelin-Gabin, celui qui donnait à manger sans trop savoir pourquoi, et font un sort à Gérard, incarnation éphémère d’une fragile jeunesse et d'un possible futur.
Duvivier décide de filmer les Halles de Paris encore existantes (dont une partie sera aussi reconstruite en studio), mais également d'autres décors naturels. Il restitue la vie grouillante des anciennes Halles, sur fond des pavillons Baltard anéantis par d’autres démolisseurs, destruction dont Paris porte encore les stigmates plus de 40 ans après leur disparition. Les rares instants animés d’un semblant de chaleur humaine sont les séquences d'ensemble au restaurant et à la guinguette des Châtelin, scènes que Duvivier évite de transformer en iconographie parisienne. Des personnages fortement dessinés, dans l'humanité comme dans la noirceur, une excellente histoire et un scénario intelligent font de ce film l'un des meilleurs de Duvivier.  
On peut noter que la scène où un client commande un repas très frugal avec un radis au beurre et une bouteille d'eau minérale a été reprise quasiment en intégralité dans Le Grand Restaurant, sûrement sous forme d'hommage.
On remarquera également, parmi les clientes du restaurant, deux femmes manifestement en couple (sujet rarement évoqué à l’époque), l’une faisant une courte scène de jalousie à l’autre à propos de Danièle Delorme (« Dis-donc, chérie, est-ce que tu veux son portrait ? » « Je ne dirais pas non ! »)

### Vidéographie
- 2004 : Voici le temps des assassins, René Chateau Vidéo, 1 DVD zone 2, 110 min.
- 2016 : Voici le temps des assassins, Pathé, 1er juin 2016, Blu-ray/HD, image et son remastérisés 2K, 110↔115 min [présentation en ligne].